# 东郊乡 (湘乡市)
东郊乡，是中华人民共和国湖南省湘潭市湘乡市下辖的一个乡镇级行政单位。

## 行政区划
东郊乡下辖以下地区：
新村、浒洲村、花亭村、定托村、王塘村、长丰村、上花村、大桥村、杨树村、新江村、新塘村、石江村、石竹村、旺兴村、三湘村、新研村、西北村、罗公桥村、炭棚村、向韶村、向红村、碧星村、柘塘村、田园村、金星村、新园村、永丰村、枫泉村、虎涧村、战鼓村、横新村、横洲村和狮冲村。